# Nullsoft
Nullsoft是一個美國的軟體設計團隊，以Windows作業系統的應用軟體開發為主，著名的產品有Winamp、NSIS、Gnutella與WASTE等，其創新性皆是同類別軟體中的先驅之一。
Nullsoft成立於1997年，創辦人為賈斯汀·法蘭科（Justin Frankel）。同年推出Winamp後一戰成名，Winamp成為最受歡迎的MP3歌曲播放軟體之一。1999年6月1日Nullsoft為美國線上（AOL）所購併，成為AOL旗下的子公司。2000年初以自由版權GPL推出檔案分享網路Gnutella，是點對點傳輸軟體的先鋒，Gnutella網路後來廣為其他檔案分享軟體所採用，市場佔有率高達40%左右。Nullsoft另一個著名的軟體為Nullsoft腳本安裝系統。NSIS原為Winamp的安裝引導而設計，後來Nullsoft把它獨立出來並同樣以自由版權GPL推出。由於易學易用且功能強大，因此很快地被許多軟體設計師採用，目前有大量的軟體都是以NSIS所製作的安裝程式來引導安裝。隨著AOL的組織調整，Nullsoft現在為AOL Music下的一個部門。
據說「Nullsoft」的命名是為模仿「Microsoft」（微軟）而來的，以「Null」（無）來對應「Micro」（微）。Nullsoft的代表性標誌與吉祥物是稱為「Mike the Llama」（也稱為「DJ Mike Llama」）的大羊駝，創意來自於Winamp早期版本中附帶的一段音訊：「Winamp, it really whips the llama's ass!」。

## 外部連結
- Nullsoft官方網站（页面存档备份，存于）(已變winamp網頁)
- NSIS开源网站